# التهاب الحليمة البصرية
التهاب الحليمة البصرية (بالإنجليزية: Optic papillitis)‏ هو أحد أنواع التهاب العصب البصري، حيث يصيب الالتهاب رأس العصب البصري الذي يدعى بالقرص البصري.